# توني فيريس
توني فيريس (بالإنجليزية: Tony Ferris)‏ (4 أكتوبر 1961 بأيرلندا الشمالية في المملكة المتحدة - ) هو لاعب كرة قدم نيوزلندي في مركز الوسط. شارك مع منتخب نيوزيلندا لكرة القدم. أما مع النوادي، فقد لعب مع Tauranga City AFC ‏.

## وصلات خارجية
- توني فيريس على موقع قاعدة بيانات كرة القدم.إي يو (الإنجليزية)